# Hrabstwo Bamberg

Piramida wieku hrabstwa

Hrabstwo Bamberg – hrabstwo w stanie Karolina Południowa w USA.  Centrum administracyjnym hrabstwa jest Bamberg. W 2005 roku populacja wynosiła 15 384 ludzi

## Miasta
- Bamberg
- Denmark
- Ehrhardt
- Govan
- Olar